# 水安里
水安里（日语：／ Mizu Asato，12月24日—），日本漫畫家、插畫家。出身於沖繩縣。O型血。他也以的圈子名稱從事同人活動。代表作有《電器街的漫畫店》、《不會拿捏距離的阿波連同學》。

## 來歷
2007年，以獲得第6屆《月刊少年天狼星》新人獎。同年，以《征服世界無所不教女學館》連載出道。曾擔任安田典生《夜櫻四重奏》的首席助手。
2011年，連載《電器街的漫畫店》，並於2014年製作電視動畫。他也為動畫的片尾主題曲和插入歌填寫歌詞。

## 作品列表

### 漫畫作品

#### 連載
- 征服世界無所不教女學館（日语：世界制服セキララ女学館）（《月刊少年天狼星》2008年2月號—2009年1月號）
- （《Manga Time Kirara》2010年10月號—12月號）—收錄在《歡迎來到宮田書店 水安里短篇集》。
- 制服魔法小綠（《青春（日语：アオハル）》0號〈2010年11月〉—8/8〈2013年9月〉）
- 電器街的漫畫店（《月刊Comic FLAPPER（日语：コミックフラッパー）》2011年7月號—2017年12月號）
- 芽衣奈與貓頭鷹（《月刊Comic @BUNCH（日语：月刊コミック@バンチ）》2011年8月號—2012年3月號）
- 魔法廚師少女靜流（日语：マジカルシェフ少女しずる）（《Comic Earth Star》2012年7月號—2014年3月號）
- 男三女四（《別冊少年Magazine》2014年6月號[3]—2017年1月號）
- （《ComicWalker》2015年8月15日—2016年11月9日）
- 不會拿捏距離的阿波連同學（《少年Jump+》2017年1月29日—2023年4月30日）
- 被傳送到異世界參加令人困擾的死亡遊戲（《月刊Comic FLAPPER（日语：コミックフラッパー）》2018年2月號[4]—2019年8月號）
- 蔚藍檔案 遊戲開發部大冒險！（《GANGAN ONLINE》2023年12月31日—連載中）

#### 短篇
- （《月刊少年天狼星》2007年5月號）—收錄在《征服世界無所不教女學館》第3冊。
- 歡迎來到宮田書店（《月刊Comic FLAPPER》2011年2月號、2012年8月號）
- 在樓頂上開花（《Comic百合姬》2014年1月號）
- （《漫畫電擊大王G》100號附錄小冊子《週年紀念大王G》[5]）
- （《漫畫ACTION》2023年14號）

### 插圖
- 夜櫻四重奏 ～花之歌～（電視動畫，2013年）第7話片尾插圖
- 如果折斷她的旗（電視動畫，2014年）第7話片尾插圖
- 電器街的漫畫店（電視動畫，2014年）第12話片尾插圖
- ULTRA SUPER ANIME TIME（日语：ULTRA SUPER ANIME TIME）（2016年）4th SEASON第9回片尾插圖
- 天使降臨到我身邊！（電視動畫，2019年）第3話片尾插圖
- （著：第616特別情報大隊，〈Dragon_Novels（日语：ドラゴンノベルス）〉，2020年）插圖

### 書籍
- 《征服世界無所不教女學館（日语：世界制服セキララ女学館）》，講談社〈天狼星KC〉，2009年，全3冊
  - 《精選集 征服世界無所不教女學館》，講談社〈天狼星KC〉，2014年，全1冊
- ，新潮社〈BUNCH Comics〉，2011年—2012年，全2冊
  1. 2011年8月9日發行[6] ISBN 978-4-10-771628-6
  2. 2012年5月9日發行[7] ISBN 978-4-10-771660-6
- 《電器街的漫畫店》，Media Factory〈MF Comics FLAPPER系列〉，2011年—2017年，全15冊
- 《歡迎來到宮田書店 水安里短篇集》，Media Factory〈MF Comics FLAPPER系列〉，2013年9月9日發行[8] ISBN 978-4-04-066582-5
- 《魔法廚師少女靜流（日语：マジカルシェフ少女しずる）》，EARTH STAR Entertainment〈Earth Star Comics〉，2013年—2014年，全3冊
- 《制服魔法小綠》，集英社〈Young Jump Comics〉，2014年8月20日發行[9] ISBN 978-4-08-890010-0
- 《我在男生廁所等你 水安里短篇集》，Media Factory〈MF Comics FLAPPER系列〉，2014年10月23日發行[10][11] ISBN 978-4-04-066886-4
- 《在樓頂上開花 水安里短篇集》，Media Factory〈MF Comics FLAPPER系列〉，2014年10月23日發行[10][12] ISBN 978-4-04-066885-7
- 《男三女四》，講談社〈講談社Comics〉，2014年—2017年，全6冊
  1. 2014年11月7日發行[13] ISBN 978-4-06-395239-1
  2. 2015年4月9日發行[14] ISBN 978-4-06-395366-4
  3. 2015年10月9日發行[15] ISBN 978-4-06-395507-1
  4. 2016年4月8日發行[16] ISBN 978-4-06-395639-9
  5. 2016年10月7日發行[17] ISBN 978-4-06-395774-7
  6. 2017年3月9日發行[18] ISBN 978-4-06-395880-5
- ，Media Factory〈MF Comics FLAPPER系列〉，2016年，全2冊
  1. 2016年1月23日發行[19][20] ISBN 978-4-04-067884-9
  2. 2016年11月21日發行[21] ISBN 978-4-04-068579-3
- 《不會拿捏距離的阿波連同學》，集英社〈Jump Comics〉2017年—2023年，全17冊）
- 《被傳送到異世界參加令人困擾的死亡遊戲》，KADOKAWA〈MF Comics FLAPPER系列〉，2018年—2019年，全3冊
  1. 2018年7月23日發行[22][23] ISBN 978-4-04-069968-4
  2. 2019年1月23日發行[24] ISBN 978-4-04-065421-8
  3. 2019年8月23日發行[25] ISBN 978-4-04-065882-7
- 《蔚藍檔案 遊戲開發部大冒險！》，史克威爾艾尼克斯〈GANGAN COMICS ONLINE〉2024年—，已出版3冊（截至2025年2月12日）

### 其它
- two-Dimension's Love（電視動畫《電器街的漫畫店》ED主題歌，2014年）作詞
- 異度神劍2（遊戲，2017年）稀有刀刃設計
- 電器街的漫畫店廣播劇CD ～馬之骨的人們～（廣播劇CD，2013年）第2話編劇

## 外部連結
- 水安里的X（前Twitter） （日語）